# Flaga

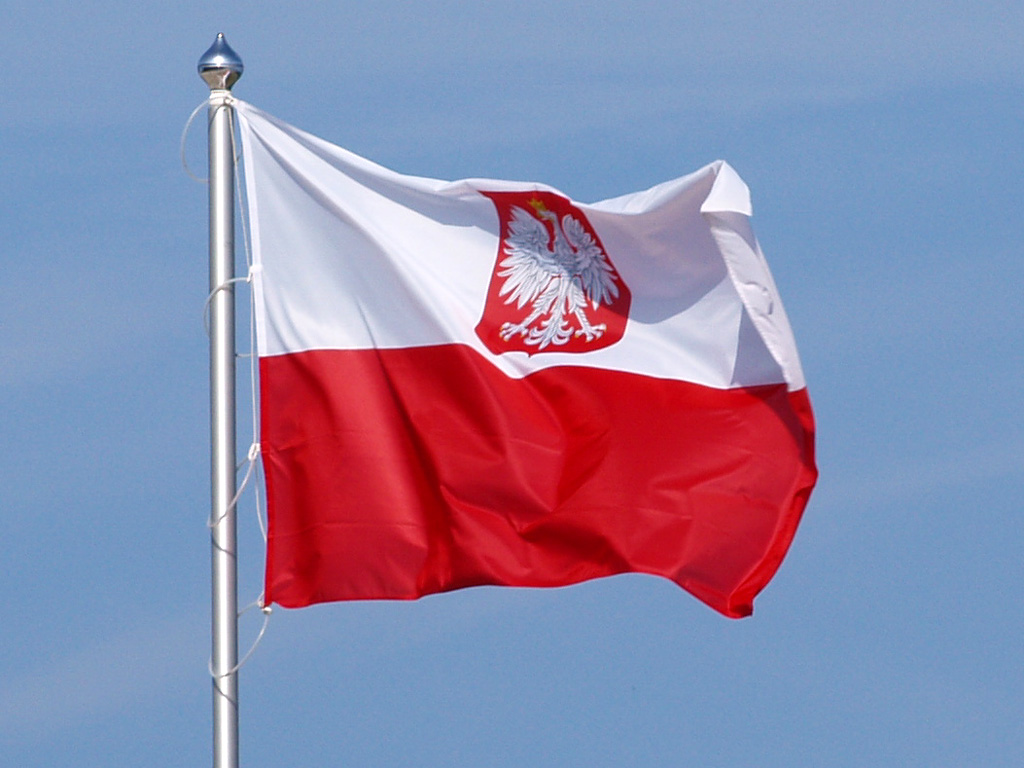
Polska flaga państwowa zawieszona na maszcie

Flaga – płat tkaniny określonego kształtu i barwy (barw) przymocowywany do drzewca; może zawierać godła, symbole, wizerunki. Flaga jest znakiem rozpoznawczym, symbolem państwa (flaga państwowa), czasem również miast (flaga miejska) czy jednostek podziału administracyjnego, oddziału wojsk (sztandar), organizacji, np. politycznych, społecznych, kościelnych i sportowych, a także indywidualnej osoby.
Flagi są również używane jako środek przekazywania sygnałów wizualnych (np. flagi sygnałowe ułatwiające komunikację z wykorzystaniem alfabetu semaforowego), w tym również umownych (np. biała flaga parlamentariusza i kapitulacji) i kodowych (np. flagi sygnalizujące dostępność kąpieliska, flagi wyścigowe w sportach samochodowych, flagi Międzynarodowego Kodu Sygnałowego w żegludze).

## Galeria

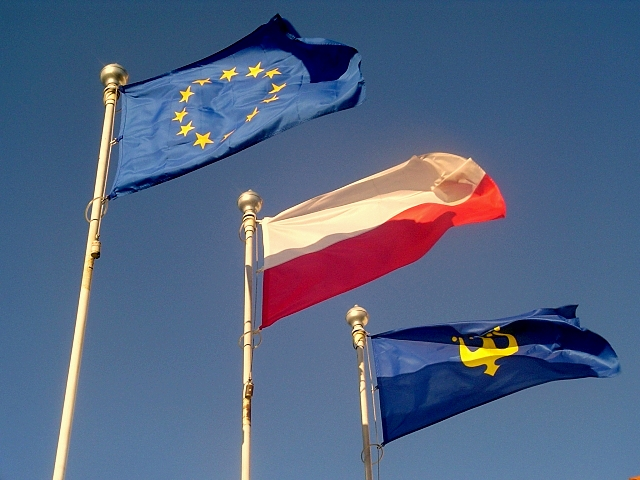
Od lewej: flaga organizacji międzynarodowej (Unia Europejska), flaga państwowa (Polska), flaga miejska (Błonie)
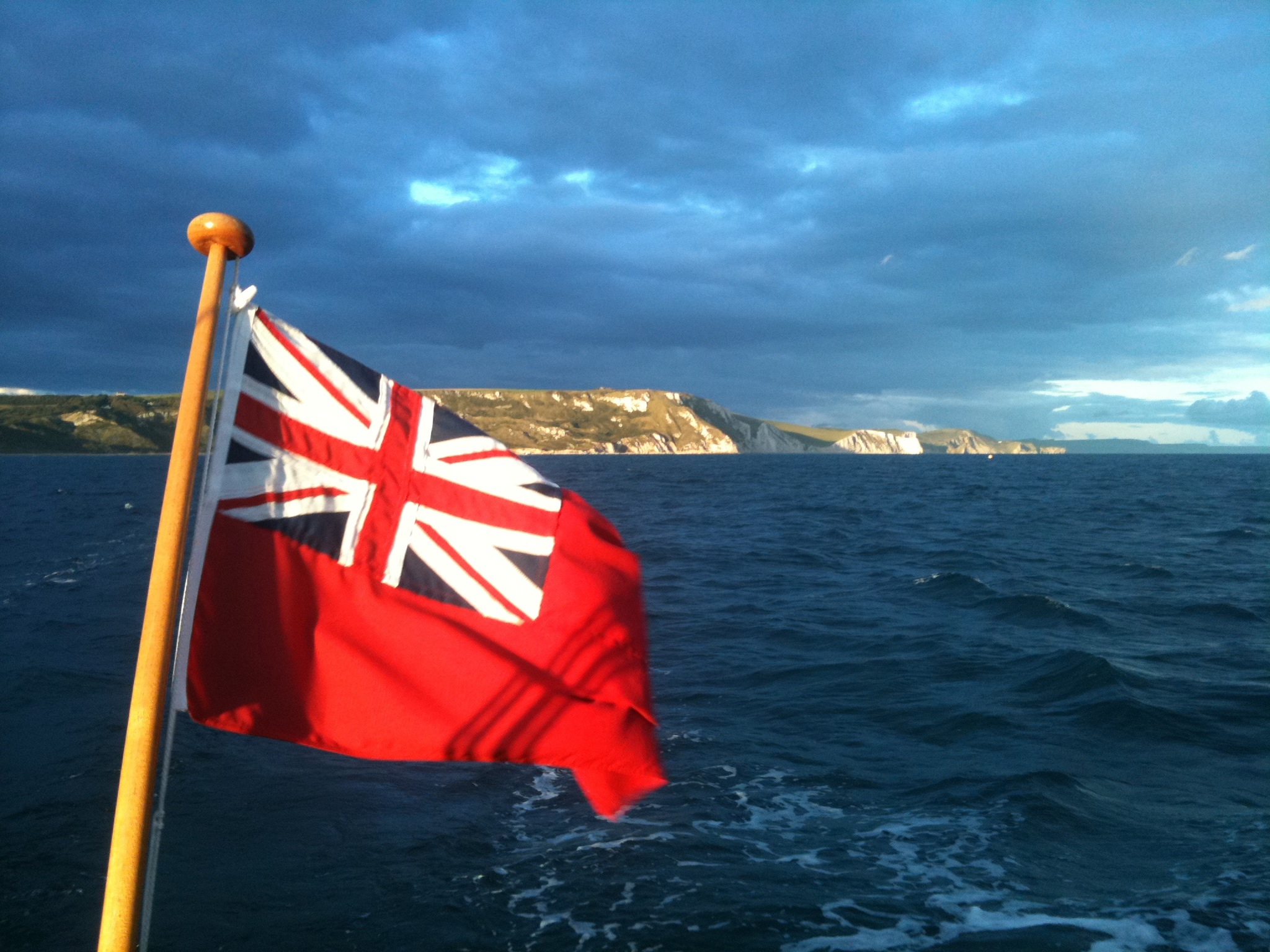
Bandera cywilna marynarki brytyjskiej
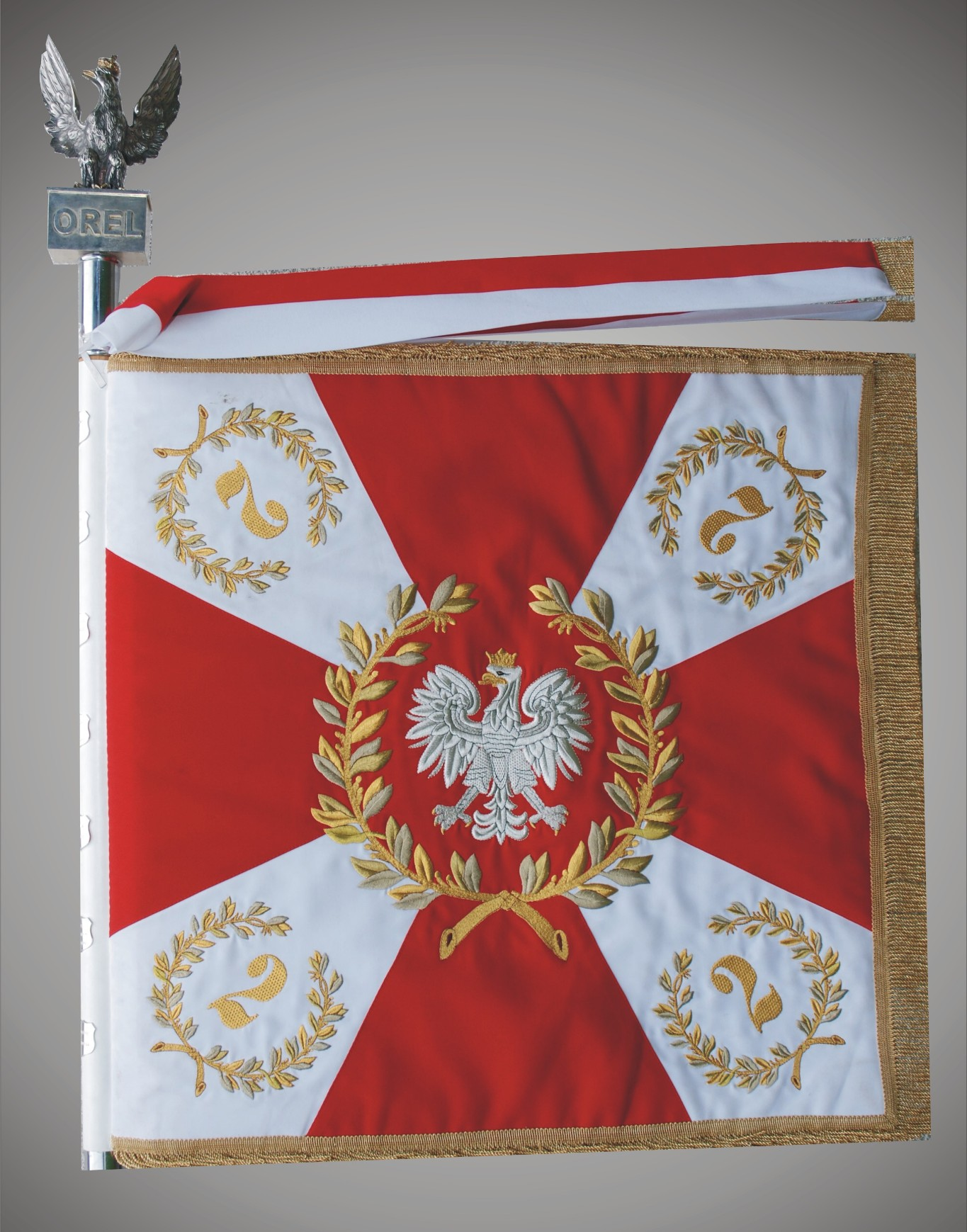
Sztandar 2 Przasnyskiego Ośrodka Radioelektronicznego
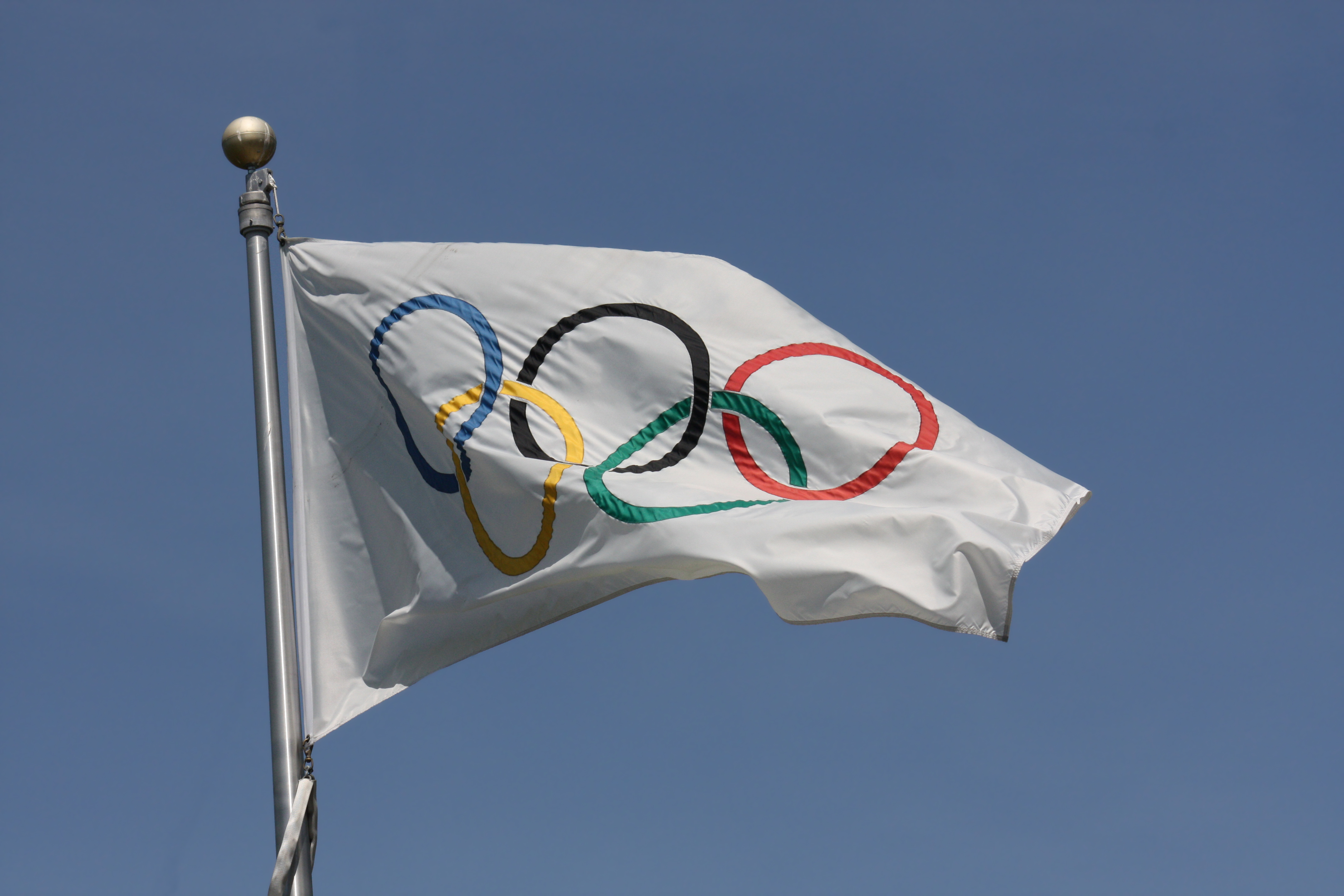
Flaga olimpijska (symbol igrzysk olimpijskich)
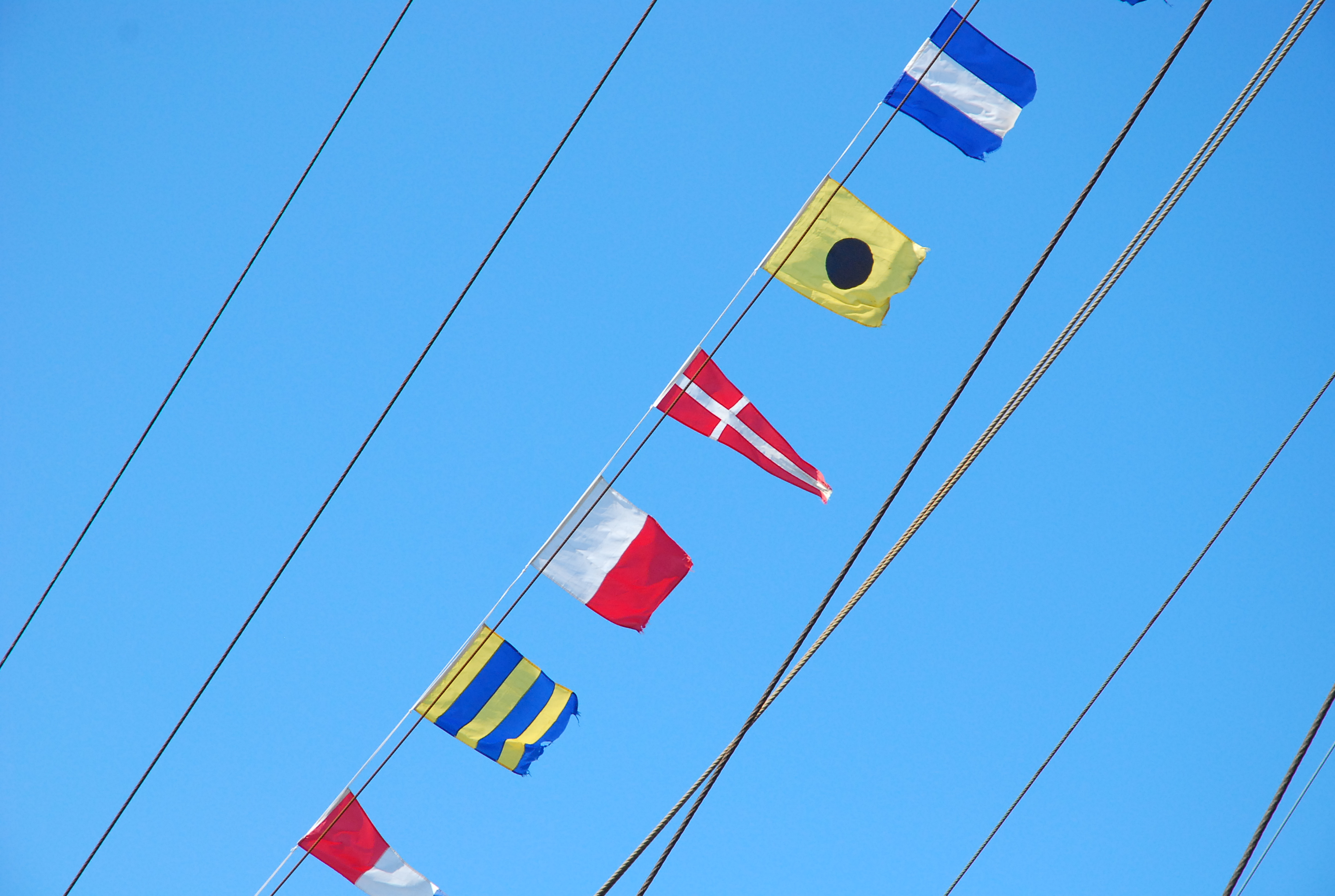
Flagi używane w Międzynarodowym Kodzie Sygnałowym
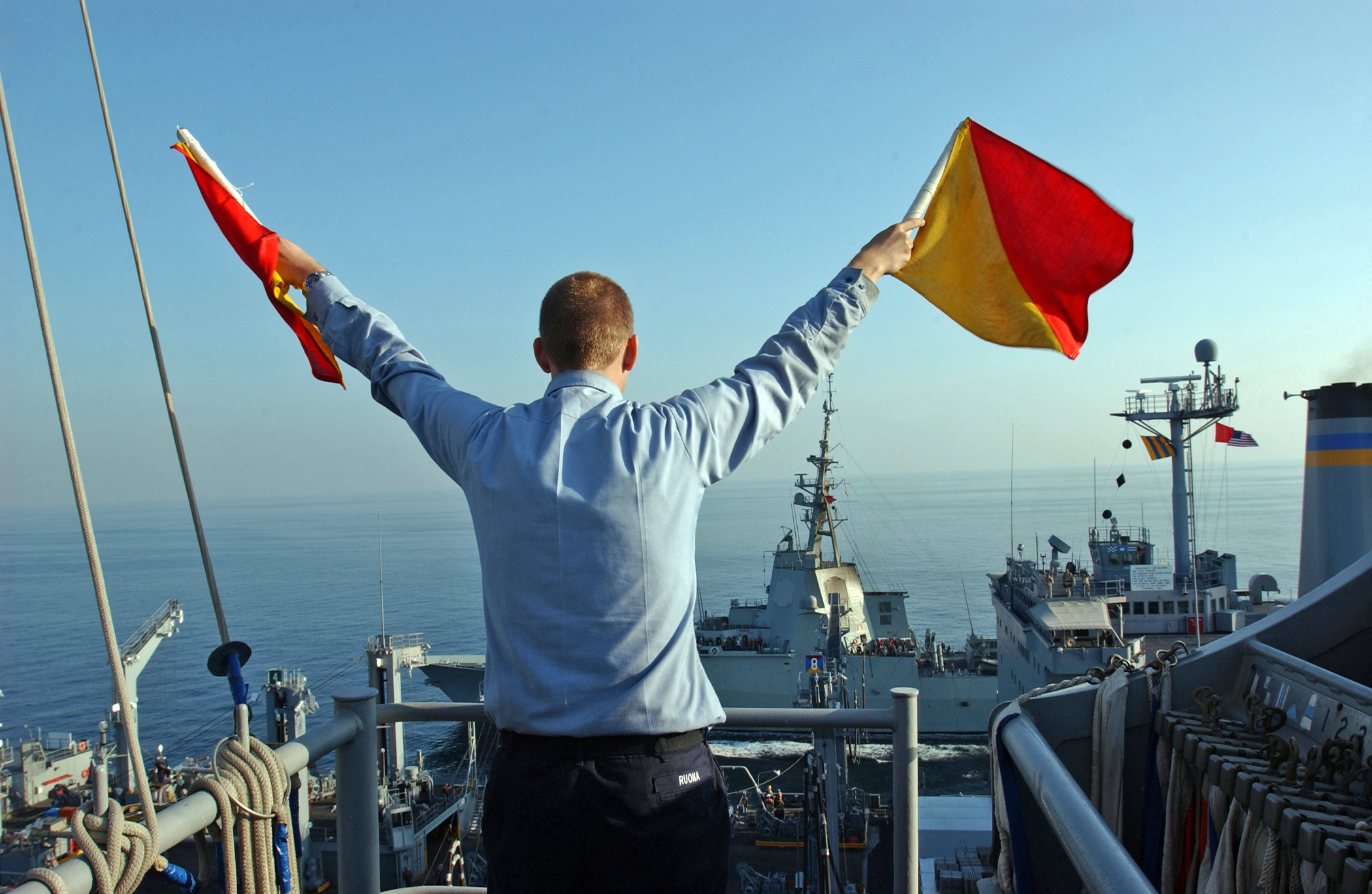
Flagi używane w alfabecie semaforowym
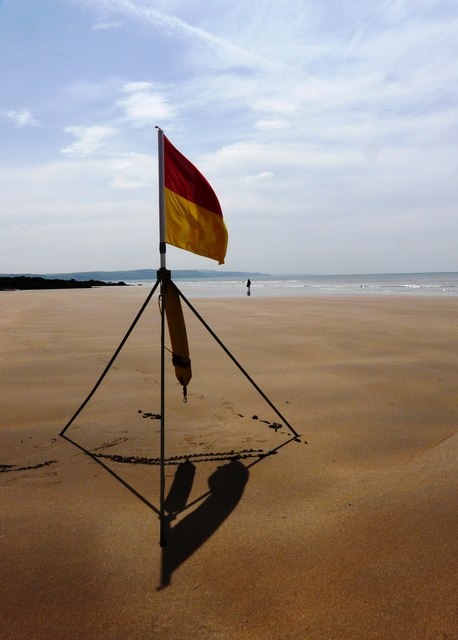
Flaga oznaczająca strzeżone kąpielisko
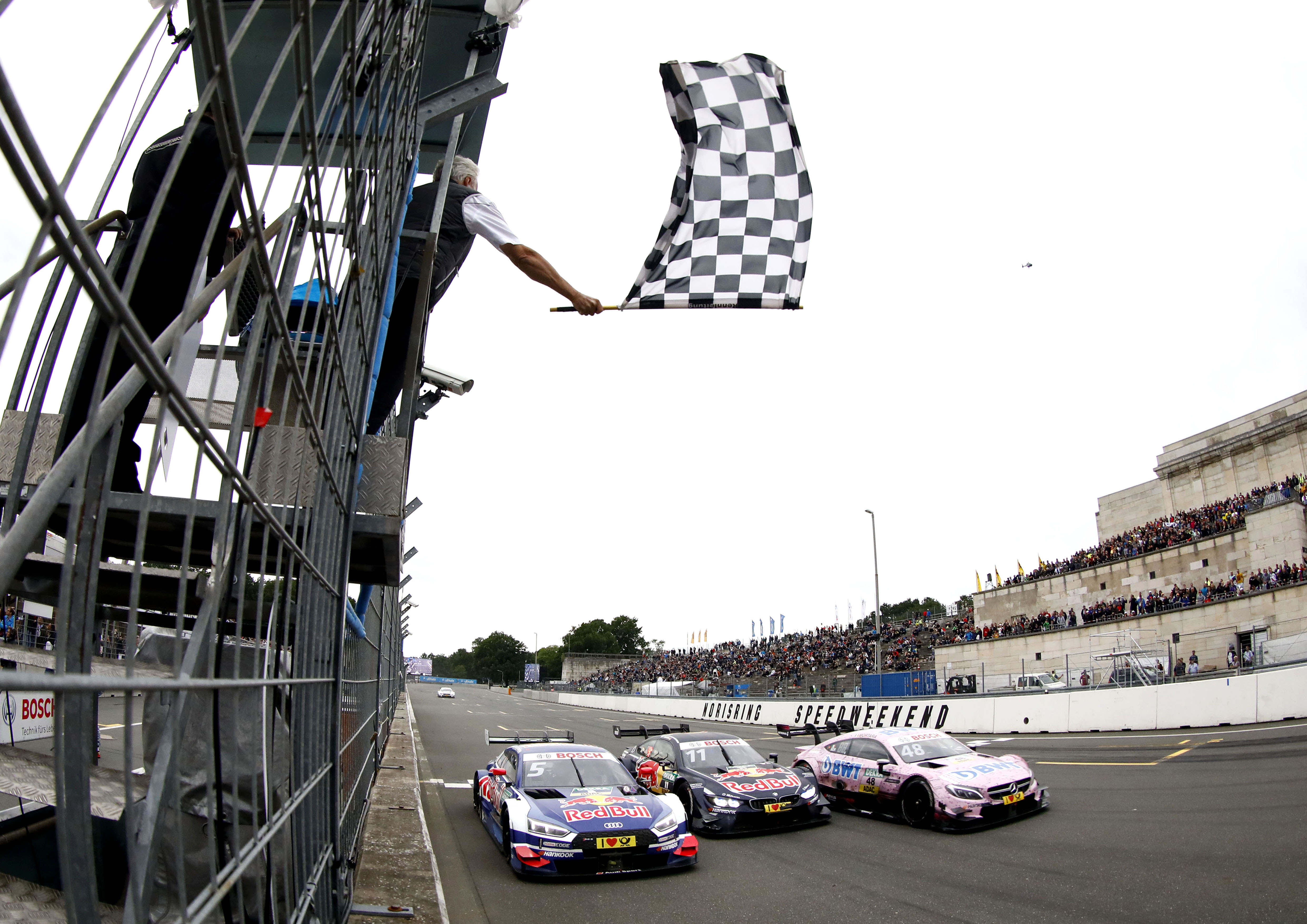
Flaga wyścigowa oznaczająca koniec wyścigu